# Vole (ptáci)

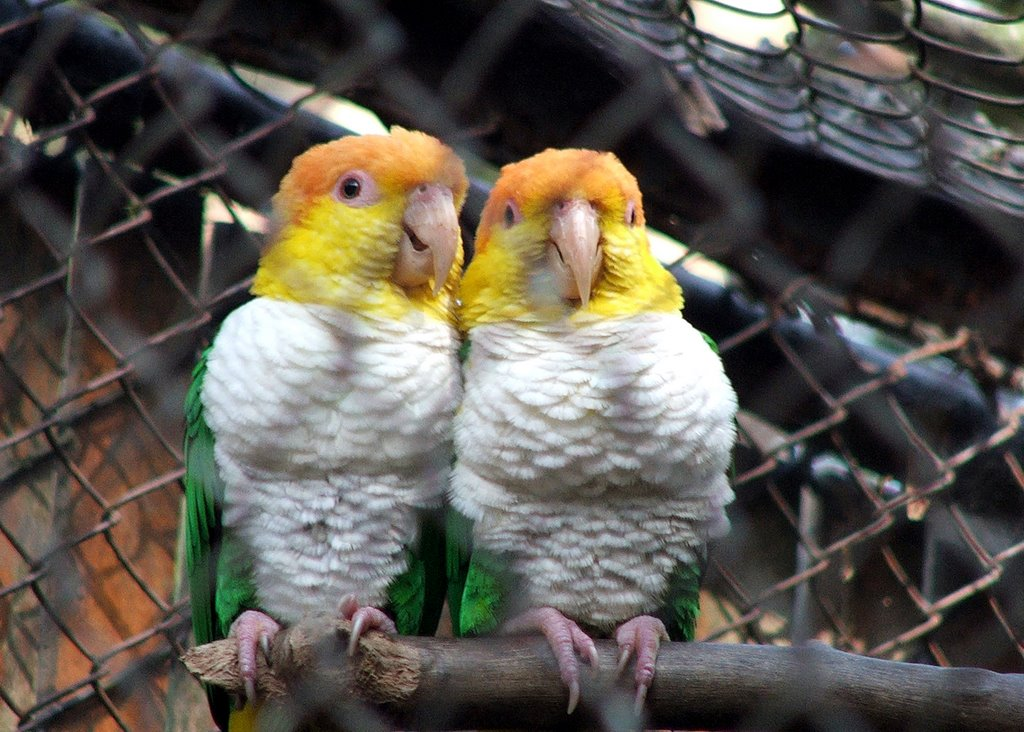
Papoušci s plným voletem po krmení

Vole je vakovité vychlípení nebo vřetenovité rozšíření jícnu před jeho vstupem do dutiny tělní. Tvar volete se u různých druhů ptáků liší, u některých chybí (např. u běžců funkci volete přejímá žláznatý žaludek). U hrabavých ptáků a sokolů tvoří vole jednoduchý vak v místě vstupu do hrudníku. U papoušků je vole uloženo napříč. U kanárů a vrubozobých ptáků se krční část jícnu pouze vřetenovitě rozšiřuje a tím vytváří náznak volete. U holubů tvoří vole tři vakovité vychlípeniny, dvě postranní a jedna střední. Struktura stěny volete je téměř shodná se stavbou stěny jícnu. Hlenové žlázy se ale vyskytují pouze jen ve sliznici jícnového žlabu, jinak nejsou přítomny.

## Charakteristika
Vole slouží zejména u semenožravých ptáků jako zásobárna krmiva při naplnění svalnatého žaludku, u dravců i k natrávení potravy. Jestliže je svalnatý žaludek prázdný, prochází potrava jícnem přímo do žaludku. Teprve po naplnění žaludku se začíná potrava ukládat ve voleti. U ptáků, kteří nemají vole (např. tučňáci a rackové), slouží jícen v celé délce ke skladování potravy. Jícen a vole produkují hlen, který změkčuje a zvlhčuje potravu jako příprava pro mechanické a chemické trávení v dolní části trávicího traktu. U některých druhů ptáků byla prokázána produkce amylázy v dutině zobáku a voleti, což umožňuje již počáteční stadia trávení cukrů. Hoacinovití (Opisthocomidae) mají svalnaté vole, které slouží k mechanickému rozrušování potravy (tvrdé listí). Jejich trávicí systém je obdobný jako u přežvýkavců.
Mnozí ptáci mají vole se schopností zpětné peristaltiky, čehož využívají při krmení mláďat. Vole dospělých holubů obou pohlaví produkuje sekret nazývaný „holubí nebo voletní mléko“, který je vyvrhován a zkrmován mláďatům během prvních týdnů po vylíhnutí a jehož sekrece je kontrolována prolaktinem. Již koncem prvního týdne hnízdění dochází k překrvení a zbytnění sliznice volete rodičovského páru v důsledku proliferace vrstevnatého dlaždicovitého epitelu. Substrát volete kromě odlupujících se tukově degenerovaných epitelových buněk obsahuje i škrobová zrna a mikrobiální flóru. Svým složením odpovídá holubí mléko savčímu mléku a obsahuje vysokou koncentraci bílkovin (13,3 až 18,6 %), tuků (6,9 až 12,7 %), minerálních látek (1,5 %) a vody (65 až 81 %). Neobsahuje ale sacharidy a vápník. Obdobný sekret volete pro krmení mláďat je produkován Psittaciformes a malými zpěvnými ptáky. Tučňáci a plameňáci produkují výživnou šťávu v jícnu.
U některých ptáků se vole také podílí na způsobu chování či dvoření při námluvách. Papoušci, zejména andulky, korely a arové, často regurgitují. Samci jiných ptačích druhů (např. holub, drop velký, tetřívek křovinný) mají nafukovací jícnová divertikula, která působí jako rezonující komůrka a slouží k přilákání partnerky.